# Beiguantao
Beiguantao (kinesiska: 北馆陶镇, 北馆陶) är en köping i Kina. Den ligger i provinsen Shandong, i den östra delen av landet, omkring 140 kilometer väster om provinshuvudstaden Jinan. Antalet invånare är 35 870. Befolkningen består av 17 289 kvinnor och 18 581 män. Barn under 15 år utgör 21,0 %, vuxna 15-64 år 71 %, och äldre över 65 år 6,0 %.
Genomsnittlig årsnederbörd är 618 millimeter. Den regnigaste månaden är juli, med i genomsnitt 214 mm nederbörd, och den torraste är januari, med 4 mm nederbörd.